# Сумський автобус
Сумський автобус — система автобусного транспорту міста Суми, яку обслуговують автобуси різної пасажиромісткости (надвеликої, великої, середньої, малої), що працюють у режимі маршруток і на сьогодні є основним видом міського громадського транспорту за пасажиропотоками, кількістю маршрутів та одиниць рухомого складу.
У місті Суми кілька десятків автобусних маршрутів, на яких переважно використовують автобуси малого класу (Богдан, Еталон, ГАЗель, Рута тощо). Міський транспорт Сум доповнює тролейбуси, але мережа його руху доволі обмежена. У схемі руху автобусних маршрутів міста Суми відбулися деякі зміни.

## Маршрути
У Сумах діє 30 приватних (6 скасовано) та 10 муніципальних (1 скасовано) автобусних маршрутів.
| №                               | Початковий пункт            | Кінцевий пункт              | Примітки |
| Приватні автобусні маршрути     | Приватні автобусні маршрути | Приватні автобусні маршрути | Приватні автобусні маршрути |
| ------------------------------- | --------------------------- | --------------------------- | --- |
| 1                               | Вулиця Роменська            | Вулиця Генерала Морозова    | Скасовано |
| 2                               | Вулиця Сумської тероборони  | Проспект Свободи            | |
| 3                               | Аеропорт                    | Вулиця Героїв Крут          | Скасовано |
| 4                               | Аеропорт                    | Мікрорайон «Хіммістечко»    | |
| 5                               | Вулиця Роменська            | Мікрорайон «Хіммістечко»    | Через центр |
| 6                               | Мікрорайон «Хіммістечко»    | Вулиця Сумської тероборони  | Скасовано |
| 7                               | Мікрорайон «Хіммістечко»    | Мікрорайон «Баранівка»      | |
| 8                               | Мікрорайон «Василівка»      | Вулиця Тополянська          | |
| 9                               | Вулиця Добровільна          | Проспект Свободи            | Скасовано |
| 10                              | с. Косівщина                | Вулиця Героїв Крут          | |
| 11                              | Мікрорайон «Тепличний»      | Мікрорайон «Тепличний»      | Кільцевий, через вул. Сумської тероборони — просп. Перемоги — Вокзал — Покровська пл. — Автовокзал — Білопільский шлях                         |
| 12                              | Мікрорайон «Тимірязівка»    | Мікрорайон «Тимірязівка»    | Кільцевий, вул. Петропавлівську — вул. Набережна р. Стрілки — просп. Шевченка — Вокзал — просп. Лушпи — вул. Харківська — вул. Петропавлівська |
| 13                              | Мікрорайон «Тепличний»      | Вулиця Героїв Крут          | |
| 14                              | Мікрорайон «Тимірязівка»    | Залізничний вокзал          | Скасовано |
| 15                              | СНАУ                        | Коледж СНАУ                 | Скасовано |
| 16                              | Вулиця Сумської тероборони  | Мікрорайон «Баранівка»      | Скасовано |
| 17А                             | Мікрорайон "Хіммістечко"    | Педагогічний університет    | Через пр. Свободи, вул. Сумської артбригади |
| 18                              | Мікрорайон "Веретенівка"    | Вулиця Героїв Крут          | |
| 19                              | Вулиця Роменська            | Вулиця Сумської тероборони  | |
| 20                              | Аеропорт                    | Вулиця Сумської тероборони  | |
| 21                              | Проспект Свободи            | Проспект Свободи            | Кільцевий, через залізничний вокзал |
| 22                              | Мікрорайон «Веретенівка»    | Мікрорайон «Хіммістечко»    | |
| 23                              | Мікрорайон «Тепличний»      | Мікрорайон «Тепличний»      | Кільцевий, через залізничний вокзал, Білопільский шлях — Автовокзал — Ринок — просп. Перемоги — вул. Сумської тероборони Скасовано             |
| 24                              | Мікрорайон «Баранівка»      | Автобусна станція (АС)      | Через просп. Шевченка і Центральний ринок Скасовано                                                                                            |
| 25                              | Вулиця Добровільна          | Вулиця Збройних Сил України | Скасовано |
| 26                              | Центр                       | 40-а підстанція             | |
| 51                              | с. Піщане                   | Проспект Свободи            | |
| 52                              | Вулиця Сумської тероборони  | Проспект Свободи            | |
| 53                              | Вулиця Добровільна          | Аеропорт                    | Скасовано |
| 54                              | с. Косівщина                | Мікрорайон «Хіммістечко»    | Скасовано |
| 55                              | Педагогічний університет    | Мікрорайон «Хіммістечко»    | |
| 56                              | Мікрорайон «Ганнівка»       | Мікрорайон «Хіммістечко»    | |
| 57                              | Вулиця Роменська            | Мікрорайон «Баранівка»      | Скасовано |
| 58                              | Вулиця Тополянська          | Мікрорайон «Василівка»      | Скасовано |
|                                 |                             |                             | |
| 60                              | с. Верхнє Піщане            | Вулиця Збройних Сил України | Скасовано |
| 61                              | Автовокзал                  | Мікрорайон «Хіммістечко»    | |
| Муніципальні автобусні маршрути |                             |                             | |
| 51А                             | с. Піщане                   | Центр                       | Працює в робочі дні, лише в години пік. Скасовано                                                                                              |
| 57А                             | Мікрорайон «Баранівка»      | Центр                       | Через вул. Британську |
| 58А                             | Вулиця Тополянська          | Вулиця Героїв полку «Азов»  | |
| 59                              | Мікрорайон «Баси»           | Мікрорайон «Веретинівка»    | |
| 59А                             | Мікрорайон «Баси»           | Центр                       | |
| 62                              | Мікрорайон «Баранівка»      | Аеропорт                    | |
| 63                              | Мікрорайон «Баси»           | Мікрорайон «Ганнівка»       | |
| 64                              | Вул. Добровільна            | Вул. Добровільна            | Через вулицю Сумської артбригади |
| 64А                             | Вул. Добровільна            | Центр                       | |
| 65                              | Автовокзал                  | Вулиця Героїв Крут          | У напрямку вул. Героїв Крут — ч/з Покровську пл., у напрямку Автовокзалу — ч/з вул. Героїв Сумщини, Ринок. Скасовано                           |
| 67                              | Проспект Свободи            | Вулиця Олександра Коваленка | Через центр |

## Галерея

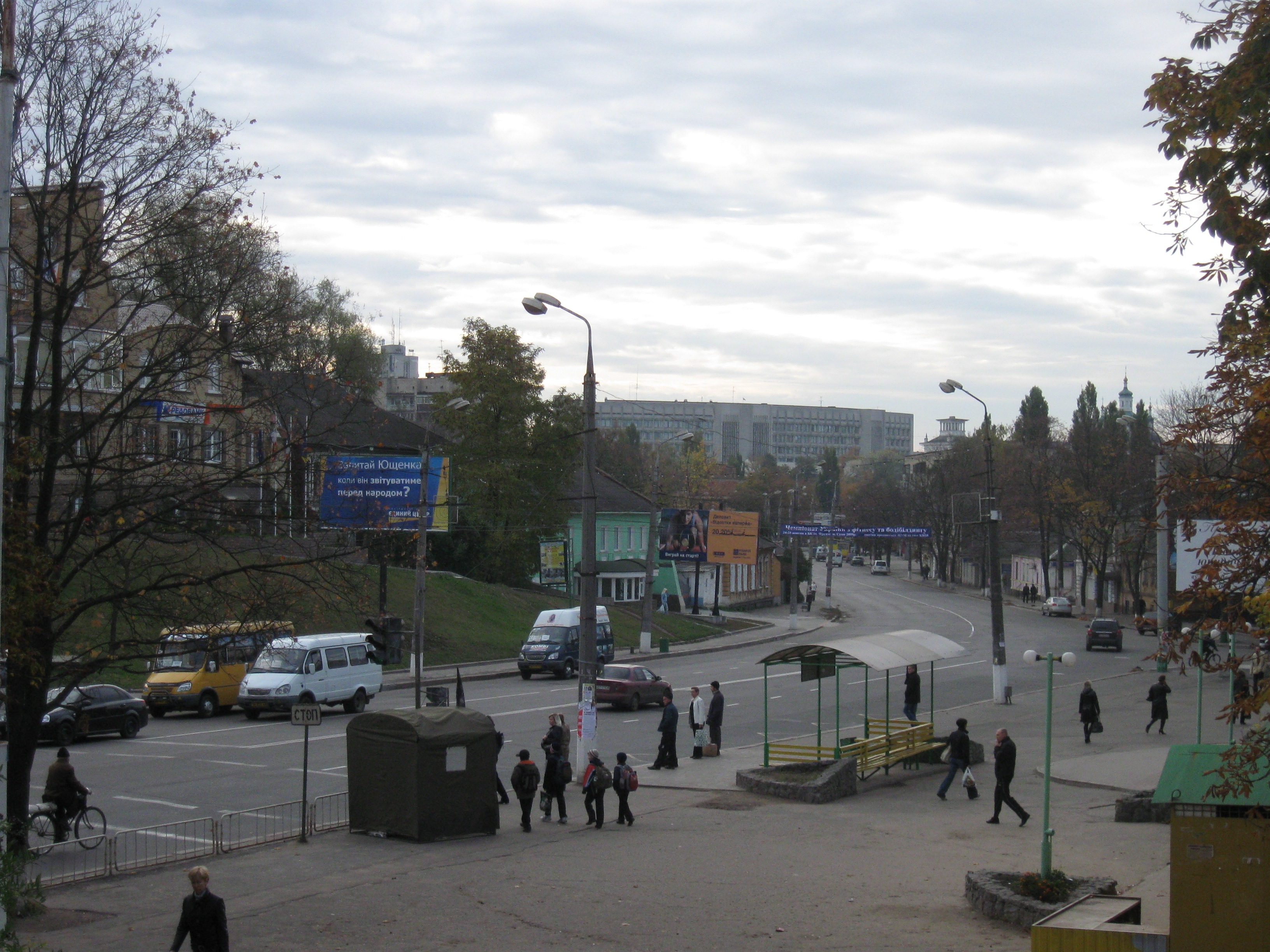
Площа Холодногірська
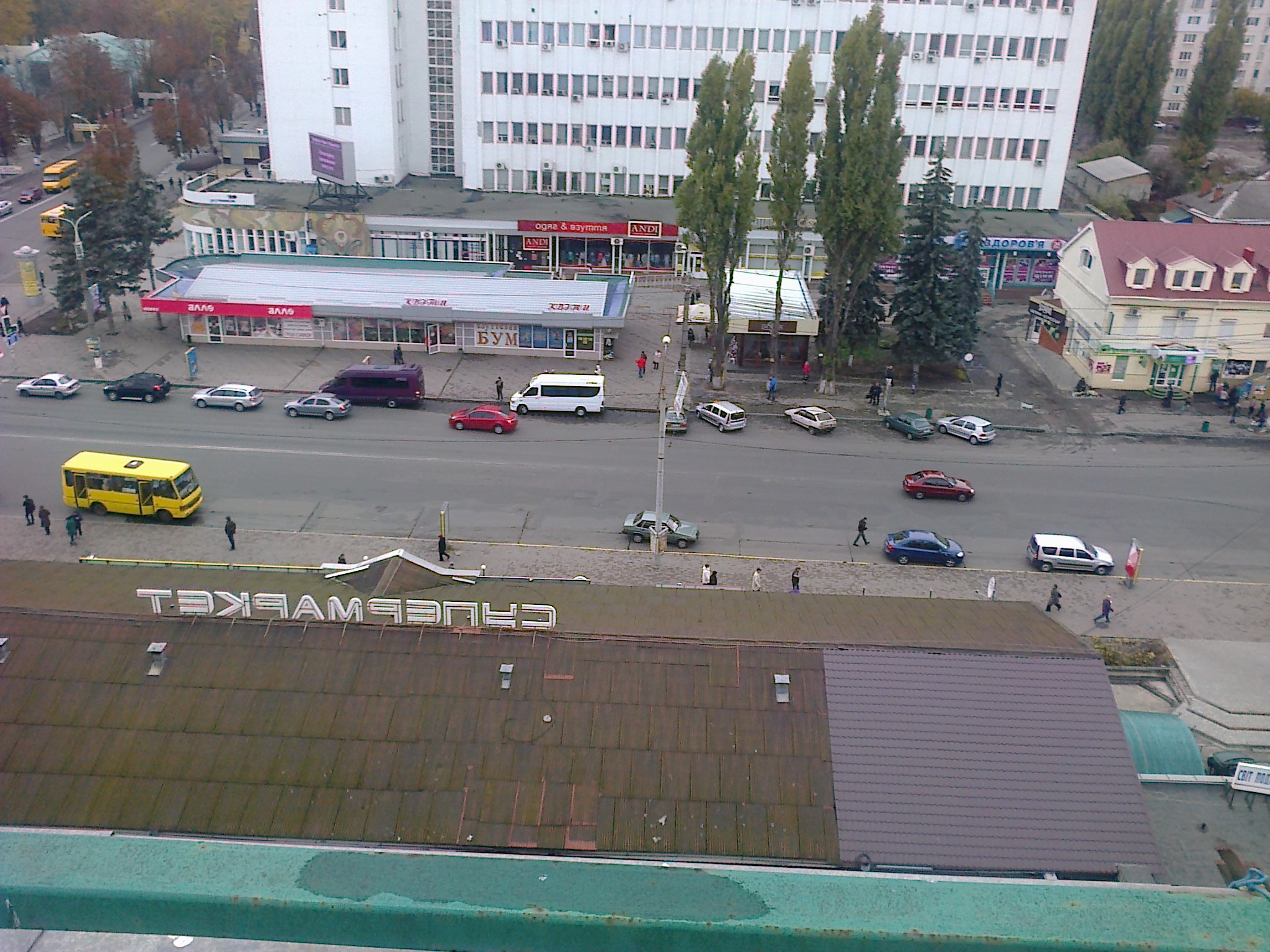
Укртелеком Центр
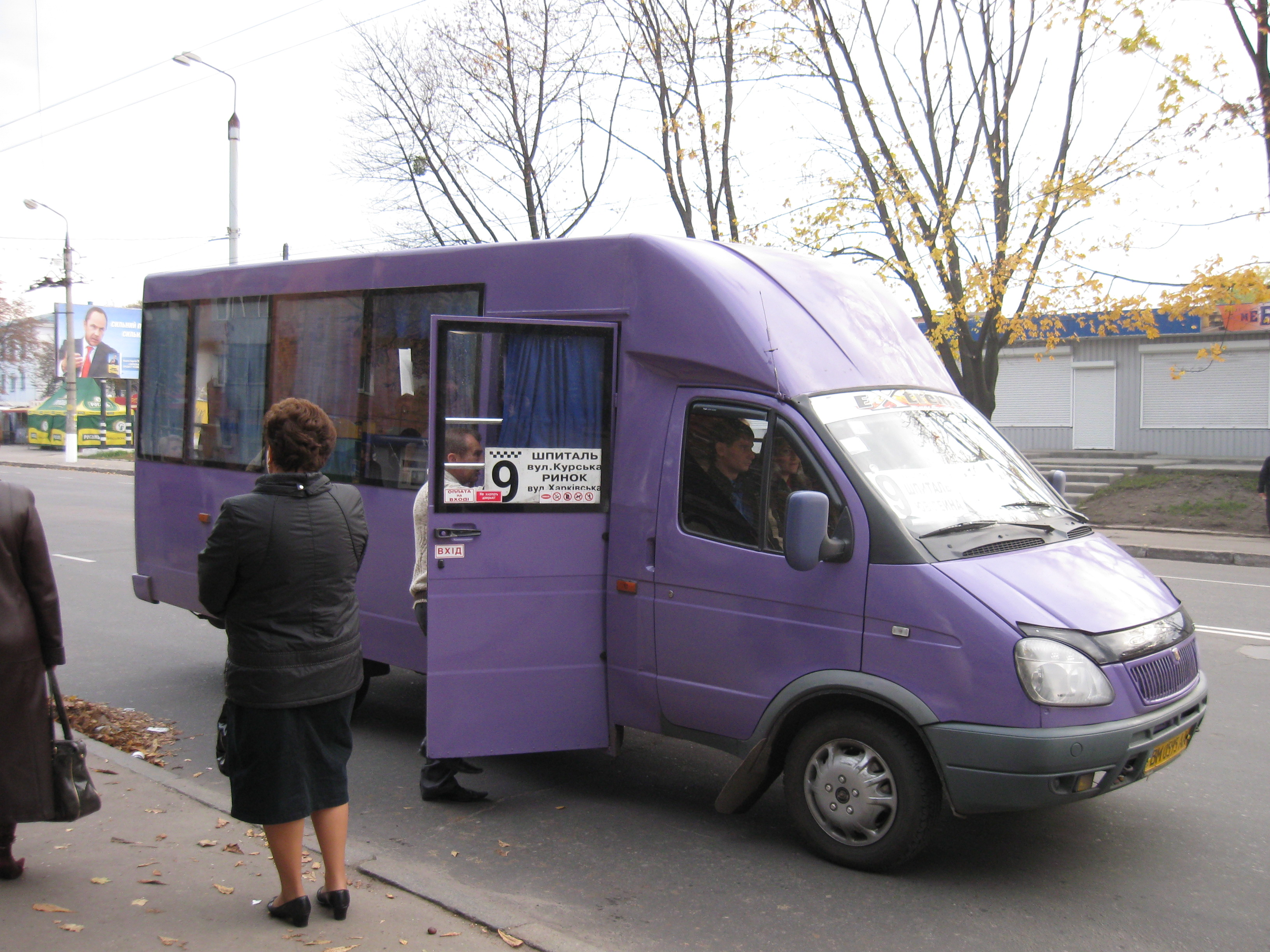
Маршрутка в Сумах